# Berschis
Berschis (schweizerdeutsch Bärschìs) ist eine Ortsgemeinde, eine Katholische Kirchgemeinde und eine Ortschaft in der Gemeinde Walenstadt im Kanton St. Gallen in der Schweiz. Berschis ist ein Haufendorf im Seeztal am Fuss des St. Georgenbergs.

## Geschichte

Luftbild von Walter Mittelholzer (1923)

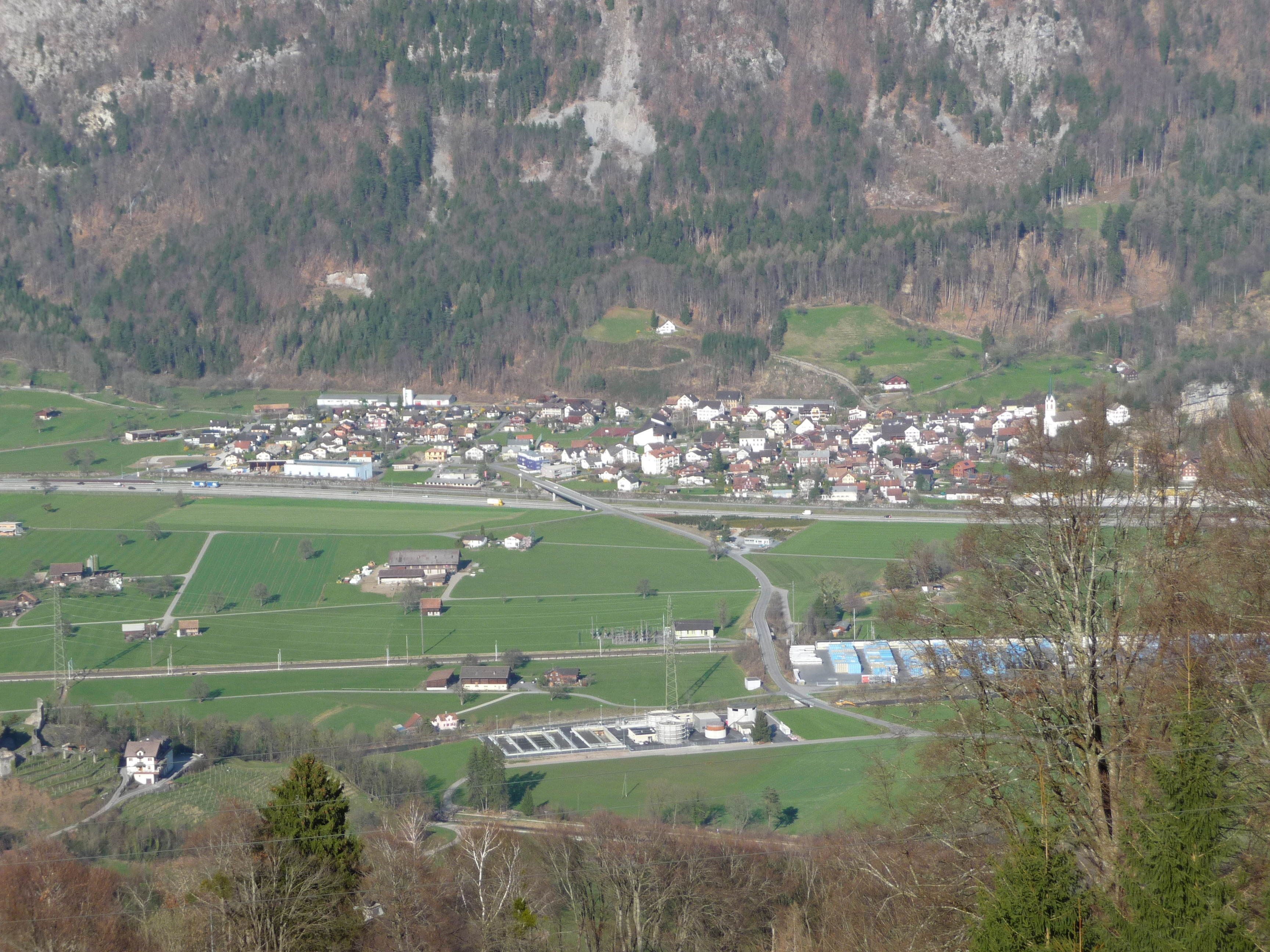
Berschis, davor Autobahn A3

Grabungsergebnisse im Jahr 1937 deuten darauf hin, dass der St. Georgenberg bereits in der späten Bronzezeit besiedelt war. Münzfunde, Mauerreste, zwei Zisternengruben und eine gehauene Felsentreppe lassen vermuten, dass auf ihm in römischer Zeit eine befestigte Anlage zur Sicherung der Nebenstrasse von Maienfeld über Mels und Walenstadt nach Zürich bestanden hat. In spätrömischer Zeit diente er als Refugium. 831 wurde Berganis erstmals als Teil des Hofs Flums erwähnt, 1253 ein weiteres Mal als Bersins. Beim Verdrängen der Romanischen Sprache im Sarganserland während des 13. bis 15. Jahrhunderts bildete sich zwischen Berschis und Tscherlach eine deutliche Mundartgrenze, weil dort gleichzeitig zwei Verdeutschungsströmungen, die eine von Sargans und die andere von Weesen her, aufeinander stiessen. Berschis war viele Jahrhunderte lang ein Bestandteil der Herrschaft Flums. 1803 wurde Berschis ein Teil der politischen Gemeinde Walenstadt im neu geschaffenen Kanton St. Gallen.
Kirchlich gehörte Berschis zu Flums, wo der Herr von Gräpplang das Patronatsrecht besass. 1528 kam das Patronatsrecht zum Bistum Chur, dann zu den Tschudi von Glarus. 1502 wurden die Kapelle St. Georg, vermutlich aus dem 11./12. Jahrhundert, und die Kirche St. Eusebius in Berschis geweiht. 1714 lösten sich Berschis und Tscherlach von Flums und bildeten eine eigene Pfarrei. 1845 erfolgte die Aufteilung in die beiden Kirchgemeinden Berschis und Tscherlach, das gemeinsame Pfarramt wurde beibehalten. 1878 bis 1880 wich die alte Kirche St. Eusebius dem bestehenden Bau.
Die Genossengemeinde Berschis besass Allmenden, Wälder und Alpen. Aus dem Jahr 1475 ist ein Weidgangsbrief erhalten, aus 1475 der Alpbrief Malun . 1486 wurde der Genossengemeinde das Recht auf Einbürgerung bestätigt. Berschis verwaltete damals die Kirchenfonds, die Armenspende, das Schulwesen, die Ortsgüter und die Alpen. Berschis wurde mehrfach von den Hochwassern der Seez und des Dorfbachs geschädigt. Wuhrpflichten am Dorfbach und an der Seez bestanden bis Mitte des 19. Jahrhunderts. In den Wäldern von Berschis durften eidgenössischen «Eisenherren» für den Schmelzofen in Flums köhlern (1549). 1625 wird eine Mühle erwähnt.
Die Ortsgemeinde konnte durch beachtlich grosse Holzverkäufe aus den eigenen Wäldern die Gemeindeschulden abbezahlen. Im 20. Jahrhundert baute die Ortsgemeinde viele Erschliessungsstrassen in den Wäldern und Alpen Berschis’. 1977 wurde das Gemeindehaus «Casaltahaus» renoviert. Die Ortsgemeinde besitzt zudem einen modernen Werkhof sowie viele Forstgeräte.
Zu den Attraktionen von Berschis gehört der Berschnerfall, ein 46 Meter hoher Wasserfall etwas oberhalb des Dorfes. Über einen Fussweg ist er zugänglich.

## Bevölkerung

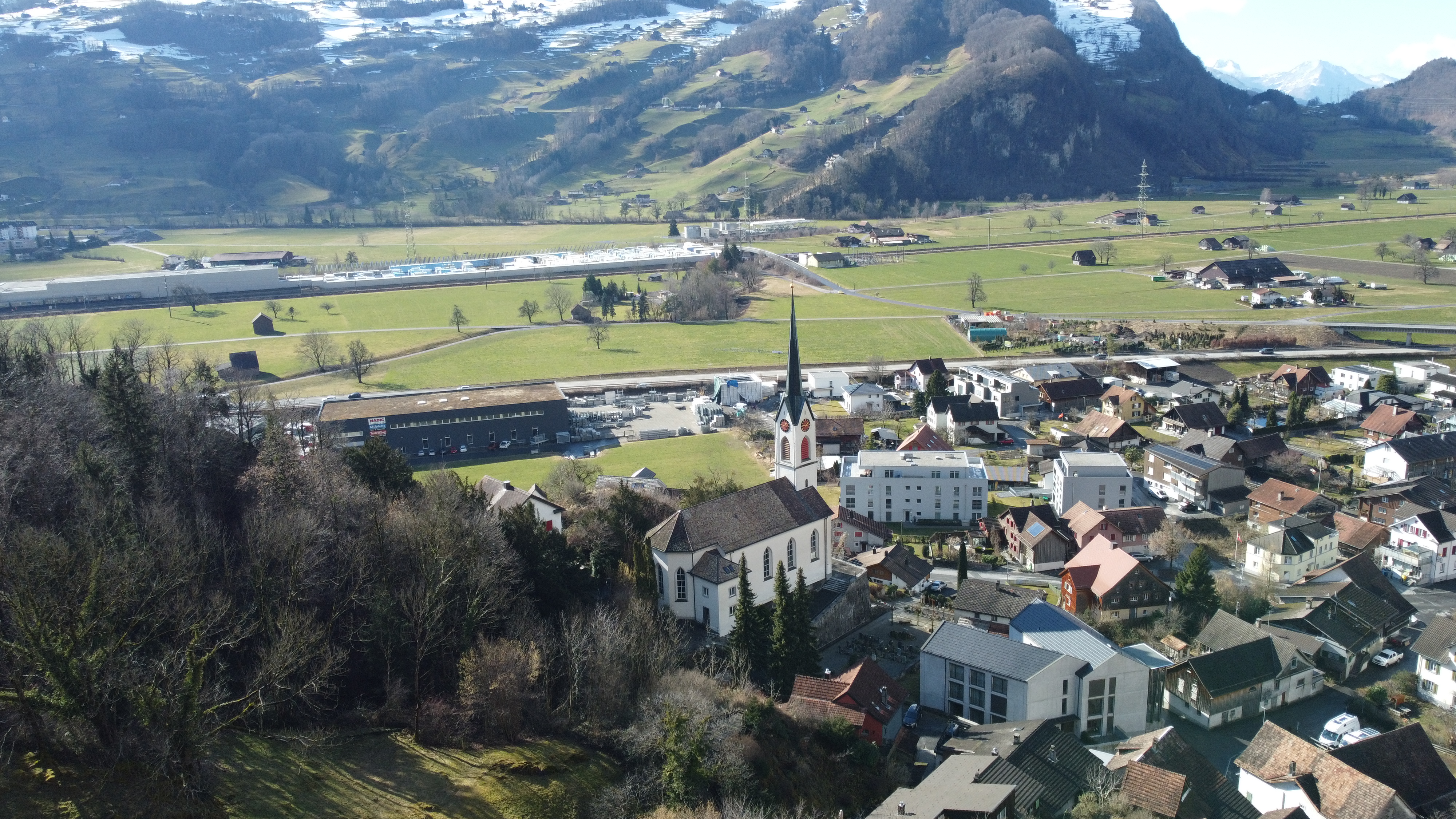
Berschis mit Pfarrkirche St. Eusebius

| Jahr      | 1950  | 1970  | 1992  | 2000  | 2021  |
| Einwohner | 464   | 429   | 539   | 572   | 687   |
| Quelle    | [ 3 ] | [ 3 ] | [ 3 ] | [ 3 ] | [ 1 ] |

## Wirtschaft

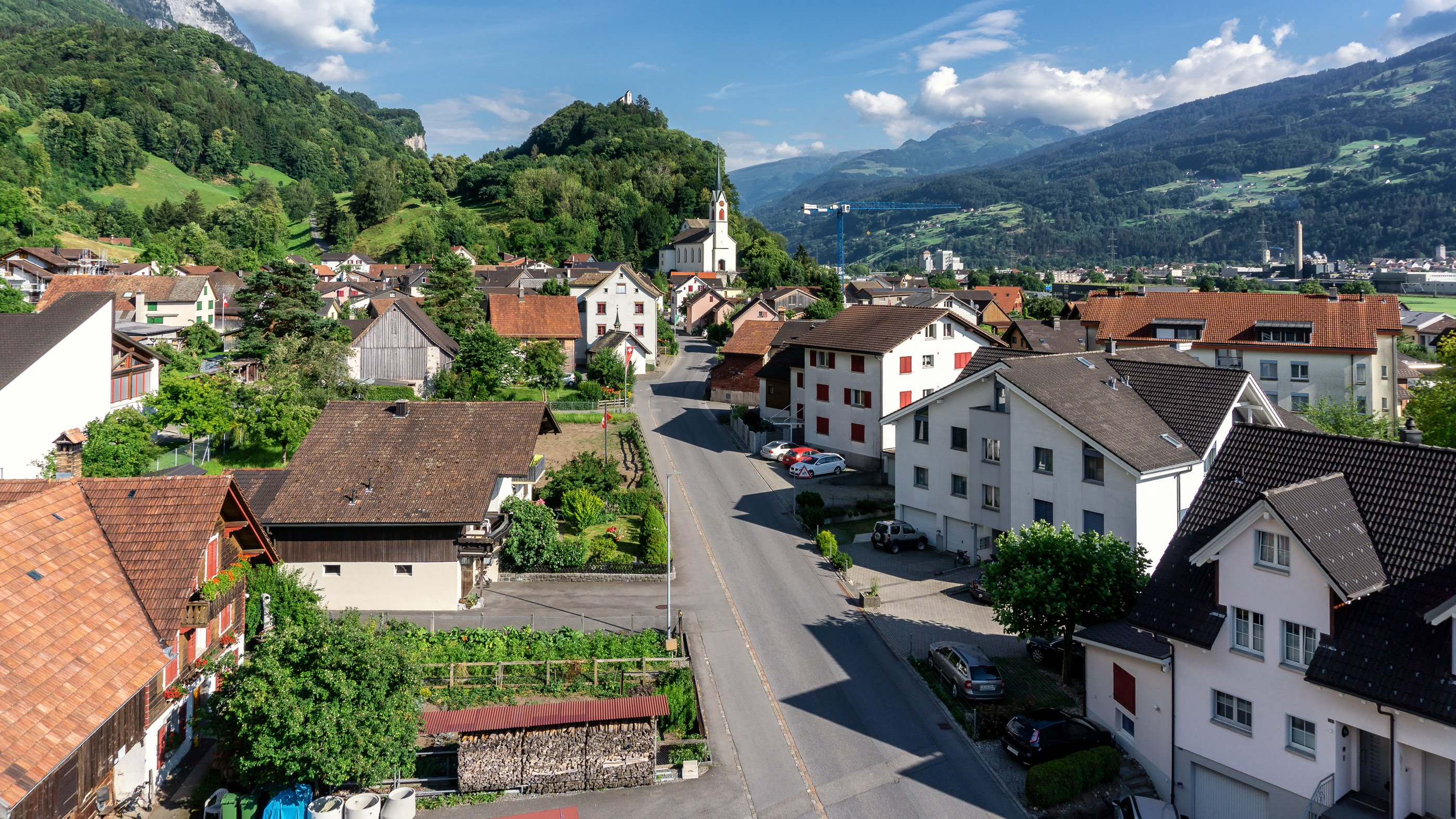

Zur herkömmlichen Landwirtschaft traten Ende des 19. Jahrhunderts und im 20. Jahrhundert kleinere Gewerbe- und Industriebetriebe, die zum Teil eingegangen sind. Die Ortsgemeinde Berschis besitzt 56 ha Kulturland, 408 ha Wald. 419 ha Alpen und Allmenden und 379 ha unproduktives Land. Ende des 20. Jahrhunderts brachte die Ansiedlung neuer Gewerbebetriebe Berschis einen wirtschaftlichen Aufschwung.

## Verkehr
Berschis liegt unweit der Ausfahrt Flums der Autobahn A3. Der Bus Sarganserland Werdenberg bedient das Dorf im Stundentakt mit Walenstadt und Flums.

## Sehenswürdigkeiten

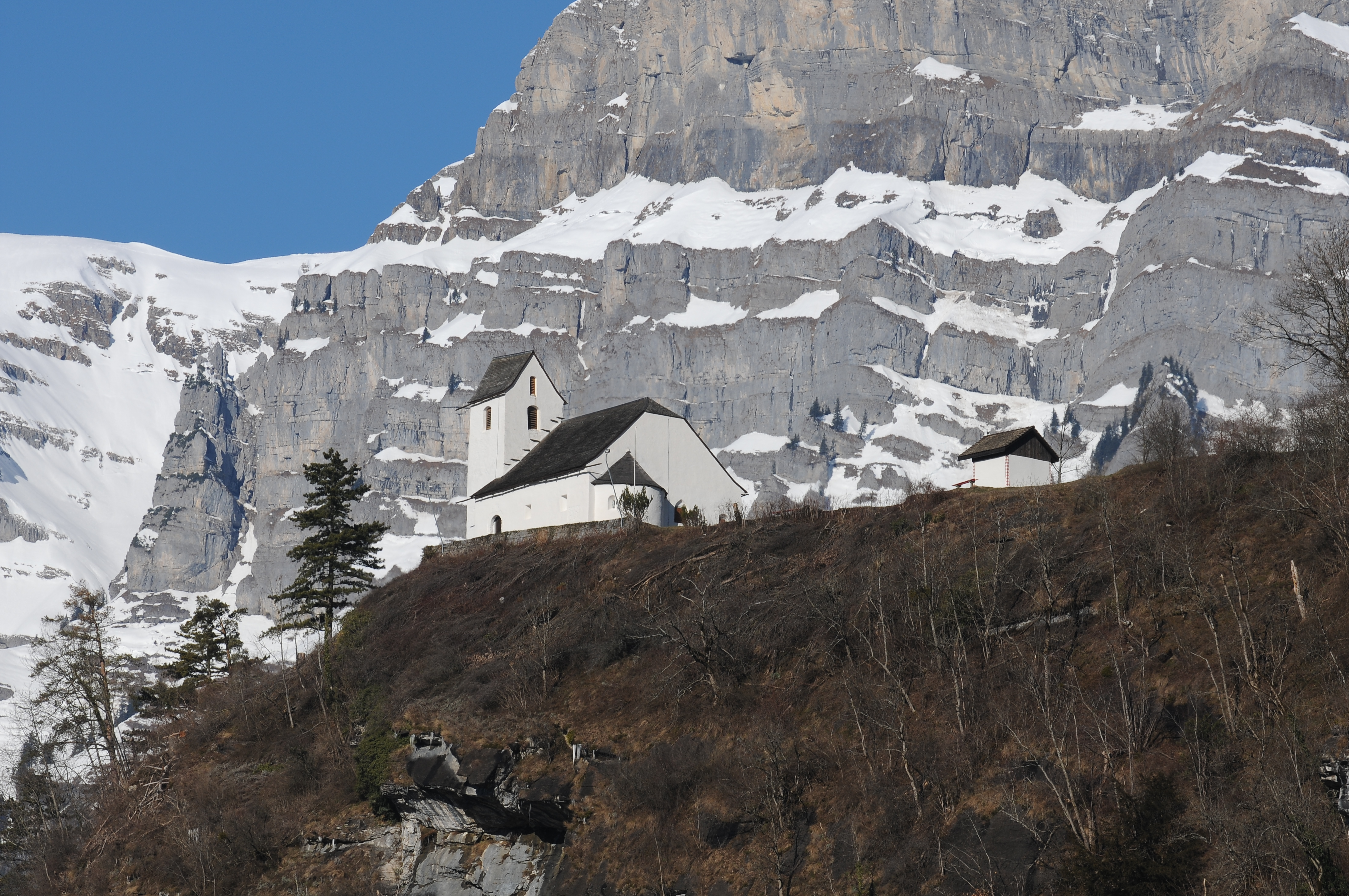
Oberhalb von Berschis steht auf einem markanten Felskopf die romanische St. Georgs-Kapelle. Sie ist der einzige erhalten gebliebene zweischiffige Gewölbebau in der Schweiz.
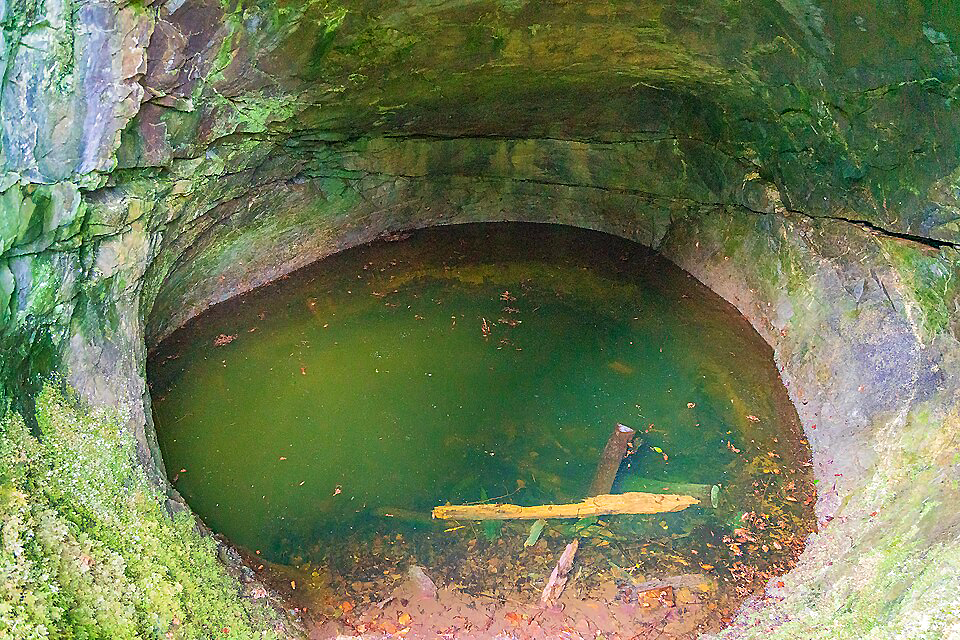
Der «Ughür Brunnä» (Ungeheuer Brunnen) ist vermutlich eine Gletschermühle, die vielleicht von den Römern als Trinkwasserspeicher benutzt wurde.
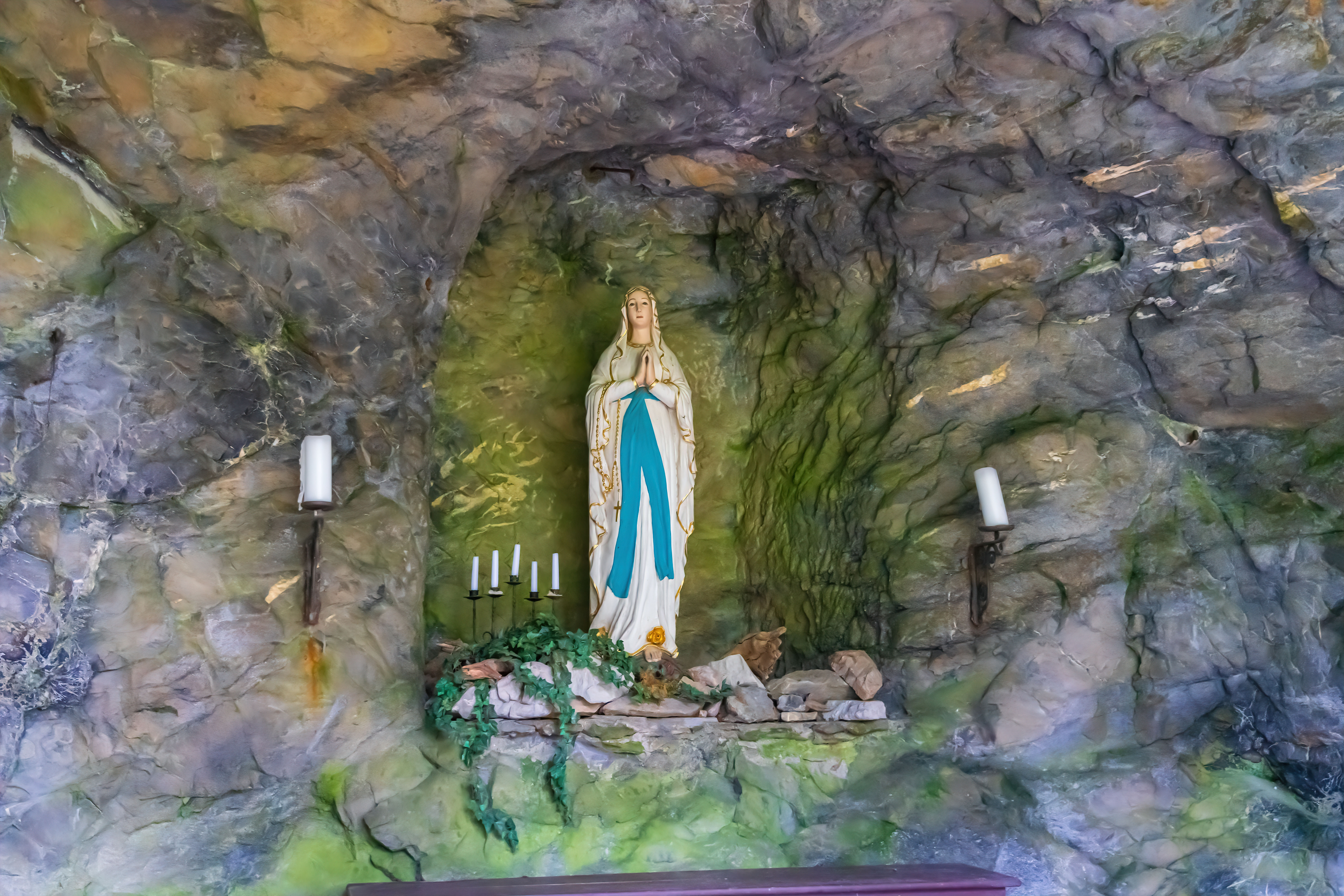
Die 1921 eröffnete Lourdesgrotte wurde als Dank errichtet, dass zu Beginn der 1920er Jahre Berschis von einer heftigen Viehseuche verschont wurde.